# Diego Cavaniglia
Don Diego Cavaniglia, né à Naples en 1453 et mort à Copertino en 1481, comte de Montella et de Troia, est un membre de la noblesse italienne qui fut un valeureux condottiere.
Il meurt à l'âge de vingt-huit ans à la bataille d'Otrante et est enterré à l'église conventuelle du couvent San Francesco a Folloni de Montella. Son squelette a été retrouvé le 1er mars 2004, qui conservait des fragments de sa tenue funèbre, et surtout sa chasuble complète, dite giornea (de jour), unique exemplaire original jamais retrouvé de ce type de vêtement en usage en Italie pendant le XIVe siècle et le XVe siècle.

## Notice biographique
Diego Cavaniglia était le fils de Garzia Cavaniglia (vers 1395 † 1453), noble lié à la Maison d'Espagne venu en Italie à la suite d'Alphonse V d'Aragon et descendant des Cabanillas de Valence, comte de Troia et baron de Montecorvino. Sa mère était la comtesse Giulia Caracciolo de la branche de Melfi (1420 † 1487), et nièce de Sergianni Caracciolo, grand sénéchal du royaume de Naples.
Elevé à la cour de la Maison d'Aragon, Diego devint très proche du roi Ferdinand Ier (dit le roi Ferrante), qui lui donnera en 1477 le comté de Montella, autrefois en possession de son père Garzia. Il fut également proche de la fille du roi, la princesse Éléonore d'Aragon, devenue en 1473 duchesse de Ferrare par son mariage avec Hercule Ier d'Este.
Diego Cavaniglia épousa Marguerite Orsini des ducs de Gravina (1460 † 1521) et s'installa avec elle au palais de Montella, aujourd'hui disparu.
De ce mariage naquirent deux fils : l'aîné, Troiano (1479 † 1528), hérita des titres de comte de Montella et comte de Troia et devint conseiller du roi et mécène. Il accueillit dans son palais de Montella les académiciens pontaniens, parmi lesquels Giovanni Cotta et Jacopo Sannazzaro, qui lui dédièrent deux églogues. La cadette, Nicolina (1480 † 1546), demeura célibataire et vécut entre la cour de Montella et celle de Naples.
Au début de l'été 1481, le comte Diego partit de Montella avec ses hommes à la suite du roi Ferrante en direction d'Otrante assiégée par les Turcs. Vers le début du mois de septembre, il fut atteint par une flèche au genou et mourut quelques jours plus tard au château des princes Castriota de Copertino, chez qui il se faisait soigner. 
Sa dépouille fut ramenée à Montella et inhumée en l'église du couvent San Francesco à Folloni. Elle fut ensuite transférée dans un sarcophage réalisé par Jacopo della Pila, selon la volonté de sa veuve. La jeune comtesse fut cependant contrainte par sa famille de se remarier mais à sa mort, elle demanda à être enterrée auprès de son premier mari, au pied du sarcophage (la pierre tombale de la comtesse Marguerite fut ensuite déplacée pendant des travaux menés au XVIIIe siècle et installée dans l'aile droite du transept où elle se trouve toujours). C'est pourquoi le sarcophage avec ses éléments sculptés d'une grande délicatesse est appelé le monument des amoureux.

## Redécouverte de la dépouille
Grâce aux recherches menées en 2004 du Père Agnello Stoia o.f.m., gardien du couvent, l'on prend connaissance du fait qu'en 1980, au cours des travaux de consolidation survenus après le tremblement de terre de l'Irpinia, certains ouvriers avait découvert un squelette sous le sarcophage. Ils l'avaient enveloppé de plastique, placé dans une cavité du mur opposé au monument, qu'ils avaient murée. Les restes du condottiere encore revêtu de fragments vestimentaires et de sa chasuble au complet furent redécouverts là où les ouvriers les avaient placés. La nouvelle eut une grande résonance localement et suscita l'intérêt des historiens de plusieurs pays. La restauration et la description des vêtements fut confiée à Lucia Portoghesi, qui s'occupa de la giornea et du pourpoint du XVe siècle. 
L'étude du squelette, quant à elle, fut confiée à la division de paléopathologie de l'université de Pise. L'analyse des os, sous la direction de Gino Fornaciari, meilleur expert de paléopathologie en Italie et connu pour avoir examiné les dépouilles de saint Antoine de Padoue et de Pétrarque, confirma (avec également l'aide d'analyse ADN d'autres membres de la cour d'Aragon) qu'il s'agissait bien d'un jeune homme de 25-30 ans mesurant 1,75 m et appartenant à cette famille, ce qui permet d'affirmer qu'il s'agit bien, en croisant d'autres données, du comte Cavaniglia.

## Source de la traduction
- (it) Cet article est partiellement ou en totalité issu de l’article de Wikipédia en italien intitulé « Diego I Canaviglia » (voir la liste des auteurs).